# Waldhufendorf

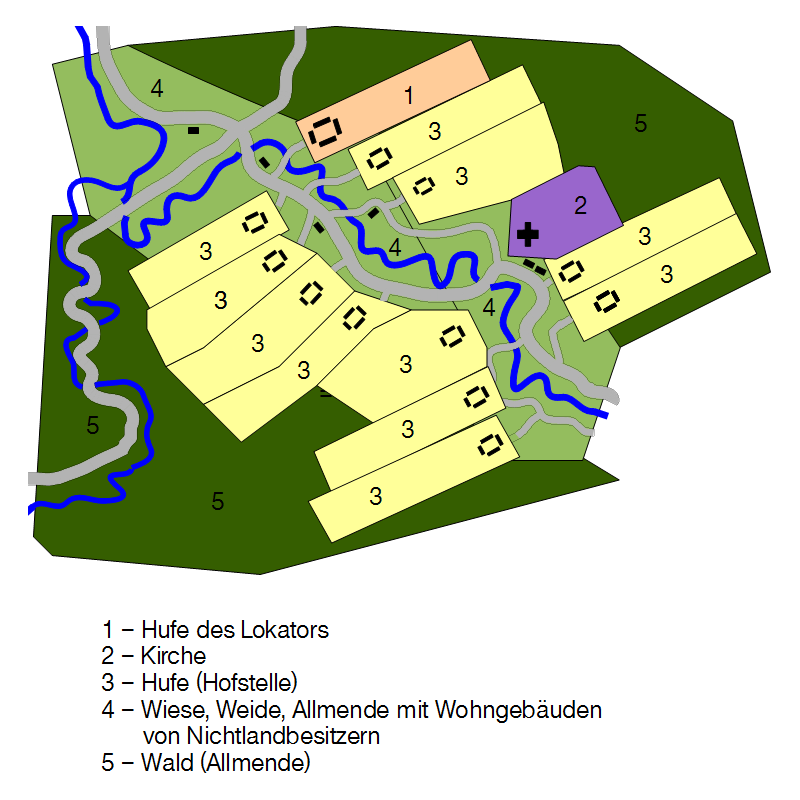
Waldhufendorf

Das Waldhufendorf ist eine ländliche Siedlungsform, die typischerweise in Rodungsgebieten vorliegt und die sich durch einen regelmäßigen Grundriss auszeichnet. Es handelt sich um in Reihe (Reihendorf) gegenüberliegende, relativ breite Streifen landwirtschaftlichen Grundbesitzes, wobei sich die Hofanlage am straßenseitigen Rand des jeweiligen Streifens befindet.

## Verbreitung

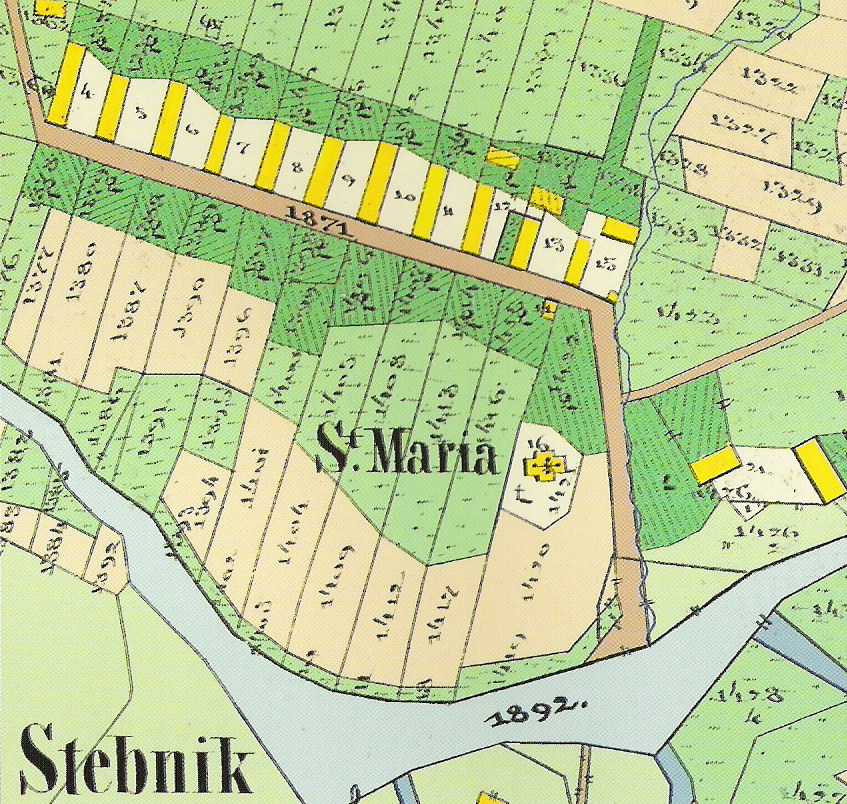
Stebnik-Steinfels (1783) wurde als Waldhufendorf gegründet. Katasterplan 1852

Waldhufen- und Hagenhufendörfer sind besonders im Vogtland, im Erzgebirge und dessen Vorland, in der Oberlausitz, in den Sudeten und Beskiden, im Thüringer Wald, im Fichtelgebirge, im Bayerischen Wald, im Böhmerwald, im Spessart, im Odenwald, im Westrich, im Nordschwarzwald sowie in Nordvorpommern anzutreffen. In Polen ist besonders die Region des Krakau-Tschenstochauer Juras mit einer großen Anzahl von Waldhufendörfern zu nennen.
Aneinandergekettete Waldhufendörfer ziehen sich zum Beispiel im sächsischen Gebirgsvorland bis zu 25 km in den Tälern entlang. Der Kern eines Waldhufendorfs ist auch bei Dörfern in anderen deutschen Mittelgebirgen zu erkennen.

## Geschichte
Als vermutlich ältestes Waldhufendorf Deutschlands gilt das im Jahre 877 erstmals urkundlich erwähnte Zotzenbach im hessischen Odenwald.
Diese Siedlungsform gilt als charakteristisch für eine planmäßige Besiedlung des Nordschwarzwalds im 11. und 12. Jahrhundert. Auf den meist höher gelegenen fruchtbaren Kuppen des oberen Buntsandsteins wurden die Gehöfte (auch „Hufe“ oder „Hube“ genannt) entlang einer Straße durch Rodung angelegt. Als „Fränkische Hufe“ wird eine Parzelle von 24,2 Hektar bezeichnet, bei der sich hinter den Gebäuden längliche Grundstücke etwa rechtwinklig zur Mittelachse bis zum auf den Höhenrücken verbliebenen Wald erstreckten. Diese Strukturen sind bis heute erkennbar. Neue Forschungen stellen in Frage, dass es sich um planmäßige Neugründungen handelte. Möglicherweise gab es ältere Siedlungsformen, die eher aus isoliert liegenden Einzelhofsiedlungen bestanden. Ähnliche Beobachtungen konnten bei Reihensiedlungen in Sachsen gemacht werden.
Im 12. und 13. Jahrhundert war die Form des Waldhufendorfes auch im thüringischen, sächsischen und schlesischen Raum die bevorzugte Siedlungsform der deutschen Siedler beim Landesausbau. Wegen der hier meist von einer Hecke (Hag) umgebenen Grundstücke wurden diese Siedlungen auch Hagenhufendörfer genannt.

## Formen
Die Mittelachse der Siedlung bildet neben der Straße meist auch ein Wasserlauf, an dessen Ufer sich gemeindeeigenes Weideland befand. Ebenfalls entlang von Wegen oder Straßen erhielten Neusiedler streifenförmige Stücke des Landes in der Größe einer Hufe, die sie rodeten. Am Weg, fast immer außerhalb des Überschwemmungsgebietes des Wasserlaufes, wurden die Höfe errichtet. Auf der dahinter liegenden Fläche wurde Ackerbau betrieben. Am Ende der Hufe blieben häufig noch Wald bzw. Waldreste erhalten, an die man sich im Laufe der Zeit bei Bedarf an neuem Ackerland „heranarbeitete“.
Die langen, im Mittelgebirge und dessen Vorländern meist sich die Berghänge hinaufziehenden Flurstücksgrenzen reichten oftmals bis zur Rückenlinie der Höhenrücken und waren entweder als Wege oder aber als Steinrücken ausgebildet. Jenseits der Höhenrücken schloss sich das oft im benachbarten Tal liegende Waldhufendorf mit seinen Fluren an.
Ein seltenes Beispiel für ein in runder Form entstandenes Waldhufendorf ist Kreuzberg (Freyung). Auch Gaugenwald und Steinbuch (Michelstadt) (halbrund) können in diesem Zusammenhang genannt werden.